# Isaac Pougatch
Isaac Pougatch (1897, Kiev, Empire russe – 1988, Paris) est un éducateur juif français très actif dans les mouvements de jeunesse juive particulièrement durant la Seconde Guerre mondiale et après la Libération.

## Éléments biographiques
Isaac Pougatch est né en 1897, à Kiev, actuellement en Ukraine.
Il vit de 1903 à 1904 dans un shtetl de la Russie blanche. En 1906, après le pogrome de Kiev, ses parents s’installent à Genève.
Il vient à Paris en 1923 et y devient secrétaire puis codirecteur d’une galerie de tableaux modernes. Il fait des traductions du yiddish et collabore à divers journaux juifs de Paris.
En 1933, il s’occupe des jeunes réfugiés juifs provenant d’Allemagne nazie et leur donne des cours de judaïsme, fait des cours dans d’autres groupements de jeunes Juifs: Éclaireuses et éclaireurs israélites de France (EIF), Jeune WIZO (Organisation internationale des femmes sionistes), mouvements haloutsiques.
À la déclaration de guerre et jusqu’à l’exode, il dirige à la demande de Marc Jarblum, un bureau de placement pour les Juifs étrangers sans travail. De juin 1940 à mars 1941, il est cadre à la maison EIF de Moissac.
De mars 1941 à décembre 1942, il dirige le chantier rural EIF et Œuvre de secours aux enfants (OSE) à Charry (Tarn-et-Garonne).
Délégué en Suisse par les Résistants juifs, pour s’occuper des enfants qu’on réussissait à y introduire, il fut, à Genève, le pédagogue attitré des petits réfugiés, jusqu’à fin 1945.
De retour à Paris, il fonde en 1946, à Le Plessis-Trévise, le centre de formation de moniteurs pour maisons d’enfants de déportés et pour mouvements de jeunesse, qui dure quatre ans. De 1951 à 1958, il dirige le centre éducatif à Paris, en même temps que le journal pour enfants Ami (1949-1964), où il utilise le pseudonyme « Poug ».
De 1959 à 1965, délégué culturel de la Fédération des sociétés juives et du Congrès juif mondial, il donne de nombreuses conférences à Paris et en province. Il collabore à l’Encyclopædia Universalis pour la littérature yiddish, à l’émission radiophonique « Ecoute Israël » (1955-1972) et préside la Commission culturelle yiddish du Congrès Juif Mondial ; il est Vice-président de l’Amitié judéo-chrétienne de France.
Source : Fonds Isaac Pougatch (1897-1988). Archives. Bibliothèque de l'Alliance Israélite Universelle..

## Famille
Il est l'époux de Juliette Pary (son nom de plume ; son nom étant Juliette Garfinkel), la sœur de Nina Gourfinkel.
Juliette meurt à Vevey, en octobre 1950, à l'âge de 47 ans.

## Œuvres
- Charry: Vie d'une communauté de jeunesse.  Édition de la Baconnière : Neuchâtel, Suisse, 1945.
- Les Éducateurs à l'école : Quatre années d'expérience au Centre de Plessis Trévise. Édition de la Baconnière : Neuchâtel, Suisse, 1951.
- Se ressaisir ou disparaître. Éditions de Minuit, 1958.
- Un bâtisseur : Robert Gamzon. Édition Service Technique pour l'Éducation : Paris, 1972.
- Mendele, un classique juif. Édition Albin Michel. Collection "Présence du Judaïsme : Paris, 1973.
- (he) Les Juifs de France. Tel Aviv-Jaffa, 1976.
- A l'écoute de son peuple. Un éducateur raconte. Édition de la Baconnière : Neuchâtel, Suisse, et Éditions Albin Michel, Paris, 1980.
- Figures juives de Théodore Herzl à Ida Nudel. Ramsay : Paris, 1984[1].